# 十號鎮區 (堪薩斯州魯克斯縣)
十號鎮區（英語：Township 10）為美國堪薩斯州魯克斯縣轄下的鎮區。2010年美国人口普查中該鎮區人口有176人。

## 地理
十號鎮區涵蓋總面積為186.86平方（72.15平方英里），其中186.7平方（72.1平方英里）為陸地，0.16平方（0.062平方英里）或0.08%為水域。海拔高度668（2,192英尺）。

## 人口統計
根據2010年美國人口普查，十號鎮區人口有176人，住房105戶，人口密度為0.94人/每平方公里。此鎮區居民之種族中，白人有167人，非裔美國人有1人，美洲原住民有0人，亞裔美國人有4人，太平洋島裔美國人有0人，其他種族有2人，混血種族則有2人。此外此鎮區有3人為西班牙裔或拉丁裔美國人。

## 交通

### 主要公路
- 18號堪薩斯州州道